# Parelacatis pallidus
Parelacatis pallidus là một loài bọ cánh cứng trong họ Salpingidae. Loài này được Pic mô tả khoa học năm 1926.